# Château de Chorey
Le château de Chorey est un château médiéval situé à Chorey-les-Beaune (Côte-dOr) en Bourgogne-Franche-Comté.

## Localisation
A la limite ouest de Chorey, une allée relie le château à la rue Jacques Germain (RD 2a).

## Historique
En 1348 Jean de Frôlois, seigneur de Molinot, tient en fief lige du duc la maison fort de Chorey. Le 28 octobre 1382 celle-ci est dénombrée à Guichard Dauphin, sénéchal du Nivernais et seigneur de Molinot, à cause de Marguerite de Frôlois sa femme. Une partie des bâtiments du XVIIe siècle figurant encore au plan cadastral 1826 au nord du pavillon central a été abattue et le bâtiment des communs ne s’y présente pas la configuration actuelle[réf. souhaitée].

## Architecture
Le château se compose au sud d'un édifice en L formé d'un pavillon principal de plan rectangulaire avec une tour carrée flanquée d'une aile en retour, au nord d'un bâtiment de communs, au nord-ouest et au sud-ouest de deux tours isolées et à l'ouest, entre les communs et une des tours, d'un colombier. Le bâtiment en L comprend un rez-de-chaussée avec un à deux étages. Toit à croupes sur la partie principale, toit en pavillon sur la tour et toit à longs-pans sur l'aile en retour. L'ensemble des toitures est couvert de tuiles plates et les façades sont percées de baies rectangulaires[réf. souhaitée]. 
Composés d'une partie centrale encadrée de deux pavillons en avancée les communs présentent un rez-de-chaussée et un étage dont les façades sont percées de baies rectangulaires et de portes charretières. Toit à longs-pans couverts de tuiles plates sur le corps central, en pavillon sur les avancées. De plan circulaire les deux tours isolées et le colombier sont édifiés en moellons de pierre enduits et couverts de toits en poivrière de tuiles plates. La parcelle est ceinte d'un mur en moellons de pierre surmonté de laves. Un parc arboré avec un clos de pinot noir et des douves du XVIIe siècle encore en eau à l’ouest entoure l’ensemble[réf. souhaitée]. 
Les façades et les toitures du château et des deux tours isolées, le colombier, les balustrades des terrasses sont inscrits aux monuments historiques par arrêté du 10 novembre 1976.